# Leandro Resida
Leandro Resida (Amsterdam, 11 oktober 1989) is een Nederlands voetballer van Surinaamse komaf die bij voorkeur als aanvaller speelt.

## Carrière
In de jeugd kwam Resida uit voor AFC Ajax, maar hij wist daar nimmer door te breken en kwam uiteindelijk in het amateurvoetbal terecht, waar hij achtereenvolgens voor de amateurtak van Ajax, Quick Boys en FC Chabab speelde. Op 10 augustus 2012 debuteerde hij namens Telstar in het betaalde voetbal met een doelpunt in een met 1-2 verloren thuiswedstrijd tegen Helmond Sport. Het daarop volgende jaar tekende de aanvaller na een succesvolle proefperiode een contract voor een jaar bij.
In april 2015 legde Resida een aanbieding van de Drentse club om zijn aflopende contract te verlengen naast zich neer. Na een korte stageperiode bij VVV-Venlo in de voorbereiding op het seizoen 2015/16 tekende de rechtsbuiten een contract voor twee jaar bij de Venlose eerstedivisionist met een optie voor nog een jaar. In zijn tweede jaar was Resida veelvuldig bankzitter en de optie op zijn aflopende contract werd door de promovendus niet verlengd. Hij ging voor RKC Waalwijk spelen waar hij in oktober 2017 vertrok om in Oman voor Al-Suwaiq uit te gaan komen. Na twee maanden werd zijn contract ontbonden en keerde Resida weer terug naar Nederland. In juli 2018 ketste een overgang naar het Portugese Vitória FC af. De eerste helft van 2019 speelde Resida in Thailand voor Chainat Hornbill. In 2020 speelt Resida in Thailand voor Rayong FC. Hierna kreeg hij bij terugkeer in Nederland geen nieuw profcontract meer en ging spelen als amateur bij de Kozakken Boys dat uitkomt in de Tweede divisie.

## Statistieken profloopbaan
| Seizoen         | Club             | Competitie      | Competitie | Competitie | Beker | Beker | Playoff | Playoff | Totaal | Totaal |
| Seizoen         | Club             | Competitie      | Wed.       | Dlp.       | Wed.  | Dlp.  | Wed.    | Dlp.    | Wed.   | Dlp.   |
| --------------- | ---------------- | --------------- | ---------- | ---------- | ----- | ----- | ------- | ------- | ------ | ------ |
| 2012/13         | Telstar          | Eerste divisie  | 24         | 1          | 2     | 0     | —       | —       | 26     | 1      |
| 2013/14         | FC Emmen         | Eerste divisie  | 38         | 5          | 2     | 0     | —       | —       | 40     | 5      |
| 2014/15         | FC Emmen         | Eerste divisie  | 33         | 7          | 2     | 0     | 1       | 0       | 36     | 7      |
| 2015/16         | VVV-Venlo        | Eerste divisie  | 33         | 6          | 1     | 0     | 2       | 0       | 36     | 6      |
| 2016/17         | VVV-Venlo        | Eerste divisie  | 23         | 0          | 2     | 0     | —       | —       | 25     | 0      |
| 2017/18         | RKC Waalwijk     | Eerste divisie  | 1          | 0          | 1     | 0     | —       | —       | 2      | 0      |
| 2017/18         | Al-Suwaiq        | Omani League    | 2          | 0          | 1     | 0     | —       | —       | 3      | 0      |
| 2019            | Chainat Hornbill | Thai League 1   | 8          | 1          | —     | —     | —       | —       | 8      | 1      |
| 2020            | Rayong           | Thai League 1   | 3          | 0          | —     | —     | —       | —       | 3      | 0      |
| 2021/22         | Kozakken Boys    | Tweede divisie  | 14         | 0          | 1     | 0     | 1       | 0       | 16     | 0      |
| Carrière totaal | Carrière totaal  | Carrière totaal | 179        | 20         | 12    | 0     | 4       | 0       | 195    | 20     |

## Trivia
- Bij de openingsceremonie van de Amsterdam ArenA in 1996 verrichtte de zesjarige Leandro als destijds jongste Ajax-lid de eerste aftrap, gezamenlijk met oudste Ajax-lid Wim Schoevaart.[8]